# Mikkel Øritsland
Mikkel Kirkegaard Øritsland (født 25. juli 1995 i Odense) er en cykelrytter fra Danmark, der kører for BHS-PL Beton Bornholm. Han er forhenværende speedskater.

## Karriere
I 2004 begyndte Øritsland at dyrke speedskating hos Short Track Odense (nu Odense Rulleskøjteklub) i hjembyen Odense. I februar 2016 slog han danmarksrekorden på 500 meter. Som en del af skøjtetræningen brugte han fra 2011 cykling som en del af programmet. I 2017 kørte han sit første licenscykelløb, da han stillede op i C-klassen for Frederiksberg Bane- og Landevejsklub. Fra starten af 2018-sæsonen skiftede han til DCU eliteholdet Team Integra Advokater-Giant. Efter to sæsoner hos det københavnske hold, fik han fra 2020 kontrakt med kontinentalholdet BHS-PL Beton Bornholm. Det blev kun til én sæson for bornholmerne, inden han igen vendte hjem til sit tidligere hold, der nu havde skiftet navn til Team CO:PLAY-Giant. Fra 2024-sæsonen fik han igen kontrakt med BHS-PL Beton Bornholm.